# 马丁·查尔菲

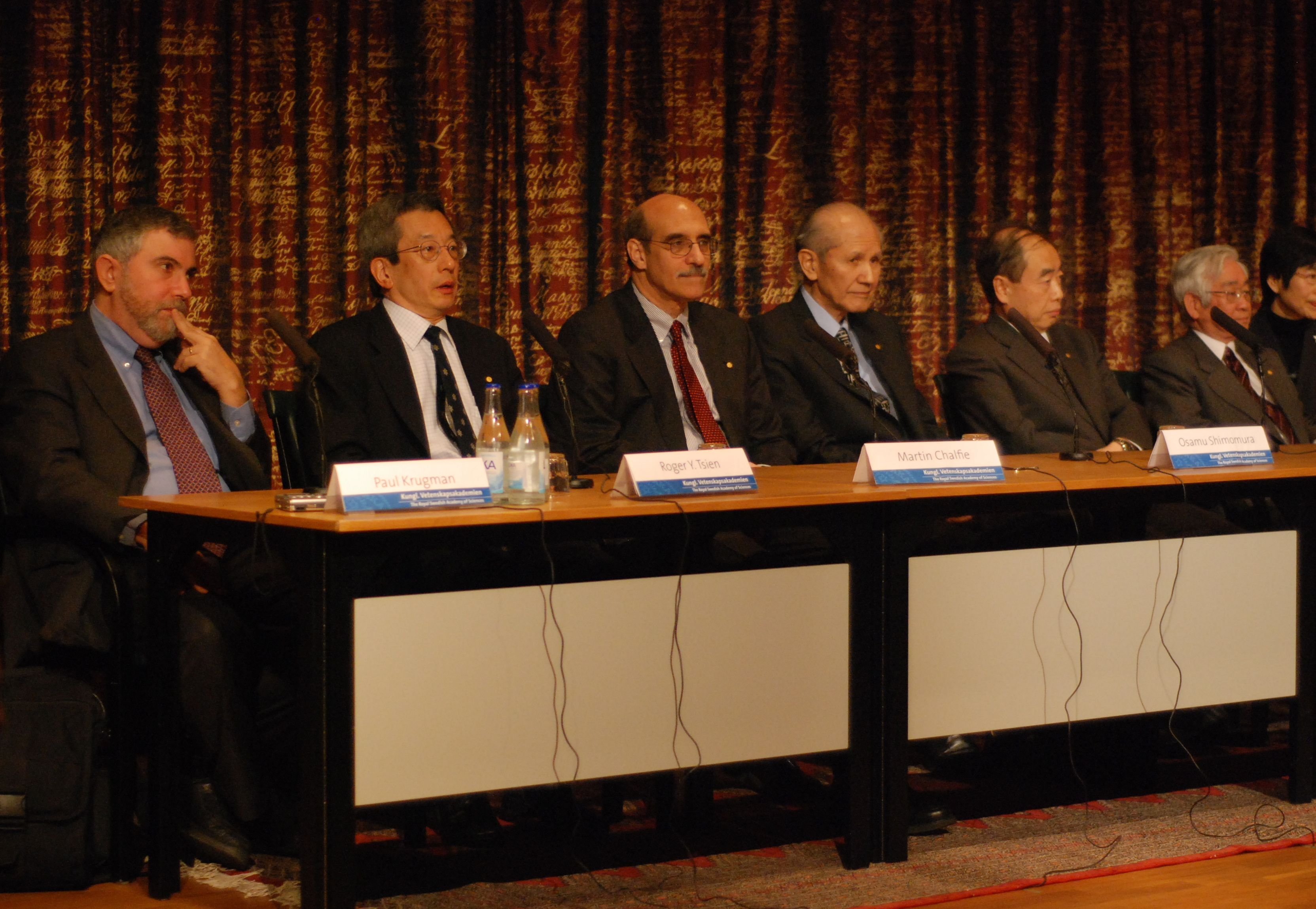
保羅·克魯格曼、錢永健、马丁·查尔菲、下村脩、小林誠、益川敏英，2008年諾貝爾獎得主在瑞典皇家科學院召開記者會

马丁·查尔菲（英語：Martin Chalfie，1947年1月5日—），美国科学家，因为发现和研究绿色荧光蛋白而获得了2008年的诺贝尔化学奖。

## 生平
查尔菲在芝加哥长大，是吉他手伊莱·查尔菲（1910—1996）和服装店主维维安·查尔菲（婚前姓Friedlen，1913—2005）的儿子。他的外祖父Meyer L. Friedlen早年从芝加哥移居莫斯科，祖父母本杰明和埃丝特·查尔菲从布列斯特迁居辛辛那提。
1965年他被哈佛大学录取，本来准备念数学专业，但后来转攻生物化学。最后一年之前的他在克劳斯·韦伯的实验室工作了一个暑假，但是“那是如此令人沮丧的彻底失败，我决定我不该从事生物学工作。”在最后一年他读完了本专业，并选择了一些法律、喜剧和俄罗斯文学的课程。
在哈佛他参加了游泳队，被取了“队长”的绰号。那时游泳教练比尔·布鲁克斯说：“马丁会成为一个卓越的队长，因为全队都尊敬他。”作为队长，他赢得了Harold S. Ulen奖，受奖理由是“作为哈佛队的学长，最好的诠释了领导力、体育道德、团队合作的价值，是Harold S. Ulen的典型，”诺贝尔奖结果公布后，他大一时的室友说，“他永远将自己看作游泳者” 。
1969年毕业后，他做了一系列临时工作，比如帮父母的服装店卖衣服以及在Hamden Hall Country Day School教书。1971年夏，他在耶鲁大学何塞·扎杜奈斯基实验室的研究促成了他的首部出版物。他的信心增加了，回到哈佛在罗伯特·帕尔曼指导下读研究生，1977年获博士学位。
他与西德尼·布伦纳和约翰·苏尔斯顿在分子生物学实验室合作完成了博士后研究，三人于1985年发表了关于线虫触觉感官的神经回路的论文。查尔菲后来于1982年离开了分子生物学实验室，加入了哥伦比亚大学生物科学系，继续研究线虫的触摸突变体。
他与Tulle Hazelrigg结了婚。她后来加入了哥大。她允许他引用她在"Green Fluorescent Protein as a Marker for Gene Expression"上的未发表研究，条件是他在一个月的时间内煮咖啡、做饭、每晚倒垃圾。他们的女儿莎拉1992年7月出世。
2004年查尔菲被选为美国国家科学院院士。

## 科学工作
查尔菲的实验室用秀丽隐杆线虫来研究神经细胞的发育和功能。这类线虫的发育、解剖、遗传和分子信息都很丰富，为研究提供了强有力和多元的支持。
他写了超过200篇论文，其中至少16篇被引用100次以上。
他将自己在绿色荧光蛋白方面的工作追溯至1988年保罗·布雷姆主持的关于发光生物体的研讨会：这导致了1992年的一些关键的实验，其论文《Green fluorescent protein as a marker for gene expression》中对此有阐述，该文是分子生物学和遗传学领域引用率最高的20篇论文之一。